# Tefta Cami
Tefta Cami (ur. 15 sierpnia 1940 we wsi Viçisht, okręg Dibra) – albańska polityk i pedagog, w latach 1976-1987 minister edukacji i kultury w rządach Mehmeta Shehu i Adila Çarçaniego.

## Życiorys
Pochodziła z rodziny chłopskiej. Była córką Ahmeta Camiego, partyzanta Armii Narodowo-Wyzwoleńczej, który zmarł z ran odniesionych w bitwie, w październiku 1943. W 1959 ukończyła szkołę pedagogiczną w Peshkopii, a w 1964 studia z zakresu języka i literatury albańskiej na Uniwersytecie Tirańskim. Kształciła się w Wyższej Szkole Partyjnej im. W. Lenina w Tiranie. Uzyskała stopień kandydata nauk w zakresie historii. Po ukończeniu studiów pracowała jako nauczyciel języka albańskiego, a także jako wicedyrektorka szkoły średniej Demir Gashi w Peshkopii. W latach 1967–1969 pracowała w redakcji pisma Ushtima e Maleve, awansując na stanowisko zastępcy redaktora naczelnego. 
W latach 1970–1991 sześciokrotnie była wybierana deputowaną do Zgromadzenia Ludowego. W komitecie okręgowym Albańskiej Partii Pracy okręgu Dibra zajmowała się sprawami kulturalno-ideologicznymi. Pełniła funkcję członkini Rady Naczelnej Frontu Demokratycznego i Plenum Kobiet Albanii. W 1971 została członkinią Komitetu Centralnego Albańskiej Partii Pracy.
W latach 1976–1987 pełniła funkcję ministra edukacji i kultury, w tym czasie odwiedziła Kosowo, nawiązując współpracę z tamtejszym środowiskiem twórców. 20 lipca 1981 uległa wypadkowi samochodowemu. Leczyła się w Tiranie, a następnie w Paryżu. W styczniu 1982 powróciła do pracy. W latach 1987–1991 pełniła funkcję dyrektorki Wyższej Szkoły Partyjnej im. W. Lenina w Tiranie. W latach 1993–2006 pracowała w szkole artystycznej.
Jest autorką wspomnień, a także licznych artykułów poświęconych zagadnieniom edukacji, wybitnym postaciom albańskiej kultury, a także problemom Kosowa. Odznaczona Orderem Naima Frashëriego I klasy.

## Publikacje
- 2008: Doktor Mehdi Cani misionar i mjekësisë shqiptare : kujtime (Doktor Mehdi Cani misjonarz medycyny albańskiej: wspomnienia).
- 2012: Katër ditë vizitë në Kosovë, 6 -10 tetor 1980 : ditar dhe kujtime (Czterodniowa wizyta w Kosowie, 6-10 października 1980: dziennik i wspomnienia).